# Томашов-Легниці
Томашов-Легниці (словац. Tomášov-Lehnice) — канал; впадає в Старий Клатовський канал, протікає в округах Сенець і Дунайська Стреда.
Довжина приблизно 21.5 км. Витік знаходиться в Дунайській рівнині — відгалуження від каналу Малиново-Благова на висоті 126 метрів.
Протікає територією сіл Томашов; Малиново; Мілославов; Штврток-на-Острові; Гвєздославов; М'єрово; Велька Пака; Легниці та Горна Потуонь.
Впадає в Старий Клатовський канал на висоті 118 метрів.